# 1991 في الأردن
فيما يلي قوائم الأحداث التي وقعت خلال عام 1991 في الأردن.

## مواليد

### يناير
- 8 يناير – محمود زعترة لاعب كرة قدم أردني.
- 29 يناير – عدي زهران لاعب كرة قدم أردني.

### مارس
- 27 مارس – أحمد سمير لاعب كرة قدم أردني.

### مايو
- 6 مايو – مصطفى أبو مسامح لاعب كرة قدم أردني.
- 12 مايو – حمزة الدردور لاعب كرة قدم أردني.
- 20 مايو – مصعب اللحام لاعب كرة قدم أردني.

### يونيو
- 13 يونيو – خليل بني عطية لاعب كرة قدم أردني.

### أغسطس
- 11 أغسطس – إبراهيم دلدوم لاعب كرة قدم أردني.

### ديسمبر
- 21 ديسمبر – براء عوض الله مروان منافِسة أوليمبية أردنية.

## وفيات

### أغسطس
- 15 أغسطس – علي أبو نوار (مواليد 1924)